# 治罪法
治罪法（ちざいほう、明治13年太政官布告第37号）は、刑事手続について規定した日本の法（太政官布告）。1890年（明治23年）に刑事訴訟法（明治23年法律第96号。旧々刑事訴訟法、明治刑事訴訟法。）が制定されたことによって、同年10月31日をもって、治罪法は廃止された。

## 沿革

### 明治5年までの刑事手続
明治初頭においては、独立した刑事の訴訟手続法は存在しなかった。多くの場合、江戸時代における裁判取扱いの諸手続がそのまま慣習的に踏襲されており、明治初頭の裁判手続は、江戸時代のそれと大差がないといっても過言ではなかった。
明治元年正月に刑法事務総督が置かれ、刑法事務総督が「監察弾糺捕亡断獄諸刑律ノ事ヲ督ス」こととなり、次いで、同年2月には、刑法事務総督を刑法事務局と改めて、同様の職掌を有せしめることとなった。さらに、同年閏4月21日には、刑法事務局が刑法官と改められ、刑法官のもとに監察司、鞫獄司、捕亡司の三司が置かれ、長官たる知事は「執法守律、監察糺弾、捕亡断獄」のことを総判した。その後、明治2年5月に弾正台が、同年7月に刑部省がそれぞれ置かれたが、訴訟手続については、個別的な法令が制定されることはなかった。
刑事訴訟上の最初の手続規則と見られるものは、明治3年5月25日に定められた法庭規則である。この法庭規則は、明治6年（1873年）2月の断獄則例（明治6年司法省達第22号）の発布によって廃止されるまで適用された訴訟規則である。この規則は、13箇条と白洲体裁の図からなるものであるけれども、しかしながら、その内容は、なお江戸時代の取裁規則の慣例から一歩も出たものではなかった。特に、糺問に際して、白洲における有位者、士、庶人の座席を峻別すべき旨を定めている点は、封建的階級観念が最も端的に示されているものであって、白洲体裁の図を見ても、庶人は白洲に、卒は落椽に、判任士族は上椽に著座すべきことを示している。特に、「下糾之節」、すなわち江戸幕府の初度訊問に当たるものの際には、解部が鞫問する旨を規定しているのは、解部が江戸幕府における留役に当たる職掌を有していたことを示すものである。しかも、判事は、おおむね江戸幕府の奉行に当たるものであった。この法庭規則は、主として法廷における鞫問手続を規定したものであって、訴訟当事者または被告人側からの訴訟手続を規定したものではない。ただし、明治3年5月に、弾正台訴訟門に告訴時限を掲示したことはあったとされる。
そして、明治3年12月に公布された新律綱領には、その訴訟律、断獄律、捕亡律に、民刑訴訟にあたるべき規定が設けられた。例えば、拷訊に関する規定、事件不受理の罪、回避および誘導訊問禁止の規定、証拠に関する規定、虚偽の供述、責付に関する規定等である。
明治4年7月に刑部省および弾正台が廃止されると司法省が新たに設置され、同年12月26日には、司法省内に東京裁判所が置かれ、特に東京府下の聴訟断獄を取り扱うとともに、各府県に聴訟断獄課を置くこととなった。明治5年以降、各地に裁判所が設置されることとなった。その後、明治5年8月3日の諸改革によって、初めて断獄順序が定められるとともに、検事、証書人、代書人、代言人等の諸職制が定められ、裁判所と検事局とが分立することとなった。明治5年8月3日の司法職務定制においては、司法省務を裁判所、検事局、明法寮に分けたほか、判事職制、検事職制、地方邏卒兼逮部職制、捕亡章程、証書人代書人代言人職制等が定められた。ここにおいて、日本の刑事訴訟の諸取扱いが、官制上の組織から観察すると、一応、整然とした組織を見るようになった。なお、断獄順序によれば、罪人の捕縛、押送から、初席（江戸幕府の初度訊問）、未決中、口書読聞セ、断罪決放、落著の順序を定め、かつ、裁判請証文の方式を定め（明治5年7月3日）、罪人を写真撮影する細則も定められた（同年6月4日）。明治5年10月10日には、江戸幕府以来、厳重に維持されていた法廷における座席に身分的区別が廃止され、表面的ではあるが、裁判取扱いにおいて各人が平等に待遇されるべき旨が明示されることとなった。これは、明治5年11月に至り、罪案書式、同補、罰文案、罰案凡例、梟示犯由牌の形式等が定められたが、特に、罪案書式、同補および罰案凡例は、裁判調書の書式および刑の言渡しの形式を規定するものであった。ただし、この罪案書式および凡例は、拷問主義を採用しており、その後、1873年（明治6年）2月に断獄則例が制定されても、拷問主義が廃止されたわけではなく、書面審理主義が併用されたにとどまる。この断獄則例は、治罪法が実施されるまで効力を有していた。
このように、明治5年ころまでは、江戸幕府の裁判手続上の慣例がそのまま用いられていたのであった。

### 1873年以降の刑事手続
1873年（明治6年）ころからは、欧州、とりわけフランスの刑事訴訟法上の手続が次第に参酌されるようになってきた。同年に制定された断獄則例は、多くの点で江戸幕府の刑事訴訟の諸手続を踏襲していたが、原則として書面審理主義に依拠した点や、戸長等に傍聴を許した点は、いずれも江戸幕府の裁判には存在しなかった点であった。
特に、裁判の公開については、すでに明治5年5月29日に聴訟（民事裁判）についてのみ司法省裁判所および東京裁判所を一般新聞出版人に対して公開していたが、刑事裁判については公開していなかった。この点は、江戸幕府以来の秘密裁判主義が踏襲されていたことを示している。その後、裁判の公開については、断獄則例の規定を発展させて、1874年（明治7年）5月20日に裁判所取締規則（明治7年司法省達甲第9号）が公布され、「総テ裁判ハ衆人公聴ヲ許スト雖モ」という規定（8条）が設けられた。
この間、1873年（明治6年）8月10日には、使府県をして懲役終身以上の刑は全て本省に稟請して処断させることとしたほか、同年12月10日には臨時裁判所章程の改正、翌1874年（明治7年）1月28日には検事職制章程、司法警察規則の改正が行われた。
1874年（明治7年）8月25日には、拷問制度が原則的に廃止されたが、拷問制度の全面的な廃止は、1879年（明治12年）10月8日の太政官布告（明治12年太政官布告第42号）を待たなければならなかった。
1875年（明治8年）4月14日には、臨時裁判所に代わって、大審院が新設された。大審院の新設によって、控訴・上告の手続が根本的に改正され、大審院は、民事および刑事の上告を受けて、上等裁判所以下の審判であって不当なものを破毀する権限を有することとなった。
さらに、1876年（明治9年）2月22日には、フランスの弁護士法に倣って代言人規則が制定されたが、これは、民事訴訟のみに関するものであって、刑事訴訟においては、なお弁護制度が認められていなかった。
1876年（明治9年）4月24日には、糾問判事職務仮規則（明治9年司法省達第47号）が制定され、予審制度が採用された。糾問判事職務仮規則の制定によって、改定律例318条が改正され、ついに口供甘結の制度が廃止され、「凡ソ罪ヲ断スルハ証ニ依ル」こととなった。
糾問判事職務仮規則は、職員、現行犯、糾問、証人問供、糺問済の5章から構成されている。職員としては、各府県裁判所に判事または判事補の中から糺問掛を置いてこれを糺問判事とし（1条）、現行犯においては、糺問判事が告訴を受けるときは検事を待たず、検事のなすべき処分を自ら行い、その後、これを検事に付することとし（3条）、糺問においても、糺問判事は、検事が行うべき犯人の家宅臨検をすることができ（7条）、被告人の呼出、勾引、勾留をする権限を有し（9条）、その他、その後の刑事訴訟法における予審判事に比すべき職掌を行った。証人問供については、糺問判事が証人を呼び出し（12条）、証人尋問を行い（13条）、糺問済においては、被告人が違警罪にとどまるかまたは無罪の場合の放免手続（17条）、被告人が軽罪または重罪の場合の手続（18条）を規定している。この糺問判事の制度は、予審判事の制度を採用したものであり、フランスの治罪法に倣ったものである。糾問判事職務仮規則と同時に司法警察仮規則（明治9年司法省達第48号）が制定されたが、これは、糺問判事制度に基づいて行われたものである。糺問判事制度の採用において最も留意すべき点は、自白必要主義（法定証拠主義）を撤廃して自由心証主義を採用した点である。これは、拷問制度を廃止する前提となる準備工作であった。改定律例の口供甘結制度においては、自白がなければ断罪することができなかったため、残酷な拷問をあえて行い、冤罪に陥る者が往々にして現れるという結果になっていた。そのため、糺問判事制度の採用とともに自由心証主義を採用し、ついに1876年（明治9年）8月28日の断罪証拠条件（明治9年司法省達第64号）が制定されたことは、拷問制度の廃止に関する注目すべき改革であった。
さらに、1877年（明治10年）2月9日の保釈条例（明治10年太政官布告第17号）においては、イギリスにおいて発生し、フランスにおいて採用された制度を継受して、保釈制度が定められた。
その後、1877年（明治10年）2月19日には、検事職制章程、司法省職制章程、大審院諸裁判章程、控訴上告手続等が改正された。同年7月6日の太政官布告（明治10年太政官布告第49号）においては、再審の手続が定められた。同年10月8日の刑事ニ附帯シテ起ル民事ノ賠償裁判心得（明治10年司法省達丁第74号）においては、刑事に附帯して起きる民事賠償は、便宜上、刑事裁判官がその処分を行うことができるものとされた（附帯私訴）。もっとも、この場合の裁判に不服のある者は、民事の手続によることができるものとされている。翌1878年（明治11年）6月10日の司法省達（明治11年司法省達丙第4号）においては、訟庭内の犯罪および審問上から発覚する本件附帯の犯罪の除くほか、全て検事の公訴によって処断することが規定され、ここに公訴主義（国家訴追主義）が確立した。翌1879年（明治12年）2月26日の司法省達（明治12年司法省達丙第2号）においては、微罪の裁判を検事が上告した場合において、原裁判に各別不当な点がないときは、理由を付することなく検事の上告を却下することとされた。さらに、同年9月17日の司法省達（明治12年司法省達丙第12号）においては、賭博犯は即決を旨とし、警察官の証告、検事の公訴、判事の裁判を、いずれも3日以内に行う旨が定められた。
このようにして、1873年（明治6年）以降、フランスの治罪法を模範として、江戸幕府時代の刑事裁判手続が多く改正されることとなった。これは、もちろん、ギュスターヴ・エミール・ボアソナードによる貢献が大きいのであるが、明治8年（1875年）の大審院の創設が刑事裁判手続に画期的な改正をもたらす遠因となったことは否定し難い。もっとも、刑事裁判手続法としては、なお独立の包括的な特別法典を有していなかったことから、刑事訴訟手続の確立を期する上においても、やがて包括的に裁判手続を規定した独立かつ単一の法典の編纂が要請されることとなった。

### 治罪法の編纂
治罪法の編纂に着手されたのは、1877年（明治10年）12月17日に治罪法取調掛が設置されたことに始まる。治罪法取調委員は、大検事岸良兼養が委員長となり、石井豊七郎、横田国臣ら6名が委員となった。ボアソナードも委員のひとりに加わっており、ボアソナードが原案の提出者となった。
ボアソナードは、フランスの1808年の治罪法に基づき、1877年（明治10年）7月から治罪法の原案の起稿に着手しており、翌1878年（明治11年）末には、その作業をひと通り終えた。その後、治罪法の原案は修正され、翌1879年（明治12年）9月25日には治罪法草案が脱稿し、司法省を経て太政官へと提出された。太政官は草案を元老院の議に付したが、元老院は、同年10月24日に至り、太政官に治罪法草案審査局を設置し、委員を任命して審査に当たらせた。審査局総裁は元老院幹事柳原前光であり、委員は元老院議官河瀬真孝、司法大輔兼議官玉乃世履、陸軍少将兼議官津田出、議官細川潤次郎、判事岸良兼養、検事鶴田皓、太政官権大書記官兼外務大書記官村田保、司法少書記官名村泰蔵、司法権少書記官清浦奎吾、判事昌谷千里等が任ぜられた。審査局は明治13年（1880年）2月27日に治罪法の審査修正を終え、太政大臣三条実美に対して修正案を上進した。この間、すでに1879年（明治12年）10月4日には治罪法草案注解第一編が、次いで第二編が奏進され、同年12月11日には第三編が、翌1880年（明治13年）1月15日には第四編および第五編が奏進された。
治罪法草案は、1880年（明治13年）7月17日太政官布告第37号をもって布告され、1882年（明治15年）1月1日から施行されることとなった。
治罪法はフランス治罪法を母法とするものであるが、フランス治罪法（Code d'instruction criminelle）は保守的性格の強かった立法当初の原始規定からその後の改正で性格を変じており、ボアソナードは古い時代の規定に批判的だったため、裁判官の恣意を防ぐ手続としての性格を強調するためCode de procédure criminelle（刑事訴訟法）としたい意向を持っていたが、結果的には箕作麟祥の訳語そのままが採用された。
フランス治罪法については、箕作の訳本のほか、プロスペール・ガンベ・グロースによる『仏国治罪法講義』の翻訳も出ている。

## 概要
治罪法は、日本において従来行われていた中国法にその淵源を発する刑事裁判取扱手続の諸慣習から脱却し、欧州法系、特にフランス治罪法を母法として編纂された、日本で最初の刑事裁判手続を規定した独立法典である。この点は、旧刑法がフランス刑法に倣って編纂され、中国法系に基づく従来の刑律を廃したのと相応している。
治罪法の要点は、次のとおりである。

### 総則
公訴と私訴の区別を設けた。
公訴権の消滅については、次の6つの条件を法定した。
1. 被告人の死亡
2. 告訴を待って受理すべき事件については、被害者の棄権（renonciation）または私和（transaction）
3. 確定裁判
4. 犯罪の後に頒布した法律による刑の廃止
5. 大赦
6. 期満免除（公訴時効）

私訴権の消滅については、次の3つの条件を法定した。
1. 被害者の棄権または私和
2. 確定裁判
3. 期満免除

### 刑事裁判所の構成および権限
治罪法は、これまで雑然としていた刑事裁判所の構成および権限を整理し、フランスの裁判制度に倣い、違警罪裁判所（治安裁判所）、軽罪裁判所（始審裁判所）、控訴裁判所、重罪裁判所（控訴裁判所または始審裁判所）、大審院、高等法院の制度を定めた。

### 起訴
不告不理の原則（第3編第2章）が採用された。

### 予審制度
ボアソナードが起草してから治罪法が確定するに至るまで、数度の修正を経ているが、一貫して採用しているのは予審制度である。刑事裁判の手続を予審と公判とに分けたことは、少なくとも日本の刑事裁判手続上の一大改革であった。予審制度は、フランス治罪法に基づく糾問判事職務仮規則においてすでに採用されていたが、これが治罪法に承継されたものである。予審制度は、捜査手続であると解され、証拠収集に関する手続の改革を意図して規定されたものである。しかし、予審制度の条項は、公判の準備手続たる性質を有するものとして規定されたことから、予審制度の運用にあたっては、公判の準備手続として行われた点に注意しなければならない。
- 4種類の令状を区別（第3編第3章第1節）[23]
  - 4種類の令状とは、召喚状（118条-119条）、勾引状（120条-125条、勾留状（126条-127条）および収監状（127条-129条）である[23]。治罪法の制定前は、特に召喚状を呼出状と称していたことがあり[注釈 17]、勾引状、勾留状、収監状の厳格な区別は存在していなかった[25]。これに対し、治罪法においては、フランス治罪法が採用する4種の令状の区別を認めた[26]。このように、細密な令状規則を設けたのは、日本において最初のことであった[26]。
- 密室監禁の制度（第3編第3章第2節）
  - 予審判事は、予審中、事実発見のために必要があると思料したときは、検事の請求または職権によって、勾留状または収監状を受けた被告人を密室に監禁することを言い渡すことができるとされた（143条）[26]。
- 自由心証主義（146条）
  - 断罪証拠条件に淵源を発する[26]。
- 現行犯の予審（第3編第3章第8節）
  - 弾劾主義の例外として、予審判事が検事よりも先に現行の重罪または軽罪があることを知った場合において、急速を要するときは、検事の請求を待つことなく、直ちにその旨を通知して予審に取り掛かることができるとされた[26]。
- 保釈（第3編第3章第9節）
  - ボアソナードの原案においては「仮自由」とされていたのが、治罪法草案では「仮釈」と改められ、さらに、修正案において「保釈」と改められた[26]。
  - 210条2項には、「被告人無能力ナル時ハ親属又ハ代人ヨリ保釈ヲ求ムルコトヲ得」という規定が設けられたが、これは、ボアソナードの原案および治罪法草案には見られず、修正案において初めて設けられた[26]。これは、いわゆる「責付」の制度である[26]。
- 予審終結（第3編第3章第10節）
  - 予審判事が被告事件について管轄にあらずとし、または他に取調べを要することなしと思料した場合の手続や、予審の終結に関する手続について規定されている[27]。
- 予審上訴（第3編第4章）
  - 検事または被告人からの予審上訴の手続が規定されている[27]。

### 公判
裁判の公開（263条）、口頭弁論主義（300条）などが規定されている。
なお、ボアソナードの原案、治罪法草案、修正案においては、一貫して陪審制度が規定されていたが、最終的に制定された治罪法には陪審制度が設けられなかった。
他方、治罪法においては、初めて刑事弁護人制度が採用された（266条）。ボアソナードの原案および治罪法草案438条は、重罪の公判に限って刑事弁護人の制度を認めていたが、治罪法は、いかなる事件の公判においても刑事弁護人の制度を採用した。なお、重罪の公判においては、弁護人なくして弁論をしたときは刑の言渡しの効力がないものとされ（381条）、刑事弁護人の制度を強く認めている点が注目すべき特徴である。
その他、違警罪公判、軽罪公判、重罪公判の区別が設けられている。

## 構成
- 第1編 総則
- 第2編 刑事裁判所ノ構成及ヒ権限
  - 第1章 通則
  - 第2章 違警罪裁判所
  - 第3章 軽罪裁判所
  - 第4章 控訴裁判所
  - 第5章 重罪裁判所
  - 第6章 大審院
  - 第7章 高等法院
- 第3編 犯罪ノ捜査起訴及ヒ予審
  - 第1章 捜査
    - 第1節 告訴及ヒ告発
    - 第2節 現行犯罪

  - 第2章 起訴
    - 第1節 検察官ノ起訴
    - 第2節 民事原告人ノ起訴

  - 第3章 予審
    - 第1節 令状
    - 第2節 密室監禁
    - 第3節 証拠
    - 第4節 被告人ノ訊問及ヒ対質
    - 第5節 検証及ヒ物件差押
    - 第6節 証人訊問
    - 第7節 鑑定
    - 第8節 現行犯ノ予審
    - 第9節 保釈
    - 第10節 予審上訴
- 第4編 公判
  - 第1章 通則
  - 第2章 違警罪公判
  - 第3章 軽罪公判
  - 第4章 重罪公判
- 第5編 大審院ノ職務
  - 第1章 上告
  - 第2章 再審ノ訴
  - 第3章 裁判管轄ヲ定ムルノ訴
  - 第4章 公安又ハ嫌疑ノ為メ裁判管轄ヲ移スノ訴
- 第6編 裁判執行復権及ヒ特赦
  - 第1章 裁判執行
  - 第2章 復権
  - 第3章 特赦